# معصومة رام هرمزي
معصومة رام هرمزي (بالإنجليزية: Masoumeh Ramhormozi)‏ (من مواليد 1965) هي مؤلفة وباحثة وناشطة اجتماعية وإنسانية. كُرمت معصومة رام هرمزي لإنقاذ حياة الجنود الإيرانيين في حرب الخليج الأولى.

## حياتها المُبكرة
وُلدت معصومة رام هرمزي في عام 1965 ونشأت في عبادان بين إخوتها وأخواتها السبعة (كان ترتيبها السادسة بين أشقائها). تُوفي والدها عندما كان عمرها ثماني سنوات.
نشبي حرب الخليج الأولى بين إيران والعراق عندما كانت في الرابعة عشرة من عمرها. وفي أكتوبر 1980، قُتل شقيقها إسماعيل خلال الحرب الإيرانية العراقية. كانت رام هرمزي وأصدقاءها يديرون شبكة إنقاذ خلال الحرب العراقية الإيرانية التي ساعدت اللاجئين على الفرار من هجمات حزب البعث. كتبت رام هرمزي مذكراتها عن الحرب الإيرانية العراقية من خلال دورها كممرضة ساعدت الجرحى المدنيين والجنود.
صُنّف كتابها العطر الخالدة، والذي يعتبر بمثابة مذكراتها حول الحرب التي خاضتها العراق على إيران، في المرتبة الثانية في مهرجات الكتب المقدسة التاسع. يناقش هذا الكتاب بعض أدوار النساء الإيرانيات اللواتي شاركن في الحرب الإيرانية العراقية.
وفقًا للنقاد، تعتبر رواية «العطر الخالد» هي المذكرات الأكثر فاعلية في سرد أحداث حرب الخليج الأولى، كما تُعتبر واحدة من أوائل الأعمال المنشورة عن أدوار المرأة الإيرانية خلال هذه الفترة، والتي مهدت الطريق لنشر أعمال مماثلة. ترجم الكتاب الأصلي إلى الإنجليزية بواسطة فاراهناز أوميدفار.
قابلت معصومة رام هرمزي في 1 أبريل 1981 روح الله الخميني الذي أعرب عن تقديره لها بسبب جهودها في الحرب الإيرانية العراقية.

## تعليمها
التحقت معصومة رام هرمزي بجامعة شهيد تشمران وحصلت على درجة البكالوريوس، ثم حصلت في عام 1989 على درجة الماجستير من فرع جامعة آزاد الإسلامية بوسط طهران.

## حياتها الشخصية
تزوجت معصومة رام هرمزي في عام 1984 من أ.نوروزي، ويُقيم الزوجان في طهران.

## روابط خارجية
- Female rescuer’s diaries of war unveiled at Frankfurt Fair
- at ensani.ir
- 70 books on “Iranian Sacred Defense” heading to Frankfurt Fair